# Kepler-4
Kepler-4 — це сонцеподібна зірка, розташована на відстані приблизно 1591 світлових років від нас у сузір’ї Дракона. Він знаходиться в полі зору місії Кеплер, операції NASA з пошуку екзопланет, схожих на Землю. Kepler-4b, планета розміром з Нептун, яка обертається дуже близько до своєї зірки, була виявлена на своїй орбіті та оприлюднена командою Кеплер 4 січня 2010 року. Kepler-4b був першим відкриттям космічного апарат Кеплер і підтвердження існування екзопланети допомогло продемонструвати ефективність космічного апарата.

## Номенклатура та історія
Kepler-4 названо на честь космічного корабля Кеплер, телескопа NASA, завданням якого є пошук схожих на Землю екзопланет, які проходять через свої зірки. Оскільки попередні три екзопланети, підтверджені Кеплером, вже були підтверджені іншими апаратами, Kepler-4 і його планета були першими, які були відкриті командою Кеплера.  Про зірку та її систему було оголошено у Вашингтоні, округ Колумбія, на 215-й зустрічі Американського астрономічного товариства 4 січня 2010 року разом із Kepler-5 , Kepler-6 , Kepler-7 та Kepler-8 . З представлених планет Kepler-4b була найменшою, за розміром приблизно з планету Нептун.  Відкриття Kepler-4b та інших екзопланет, представлене на зустрічі AAS, допомогло підтвердити, що космічний корабель Кеплер справді працює.
Телескоп Харлана Дж. Сміта в обсерваторії Макдональда у Форт-Девісі, штат Техас , використовувався астрономами з Техаського університету в Остіні, щоб відстежити відкриття Кеплера та підтвердити їх.  Телескопи на Гаваях , Каліфорнії , Арізоні та Канарських островах також були використані для підтвердження висновків.

## Властивості
Kepler-4 — зірка типу G0 , схожа на Сонце, але трохи яскравіша. Зірка становить 1,117 M☉ і 1,555 R☉, або 111% маси та 155% радіуса Сонця.  З металевістю 0,09 (± 0,10) [Fe/H], Kepler-4 багатий на метали більше, ніж Сонце, і ця цифра є важливою, оскільки зірки, багаті на метали, частіше мають планети, що обертаються навколо них. Вік Kepler-4 також становить близько 6,7 мільярдів років. Для порівняння, Сонцю 4,6 мільярда років.  Крім того, Kepler-4 має ефективну температуру 5781 (± 76) K, що майже ідентично температурі Сонця, що становить 5778 K.
Kepler-4 має видиму зоряну величину 12,7. Як наслідок, її не видно неозброєним оком.

## Планетарна система

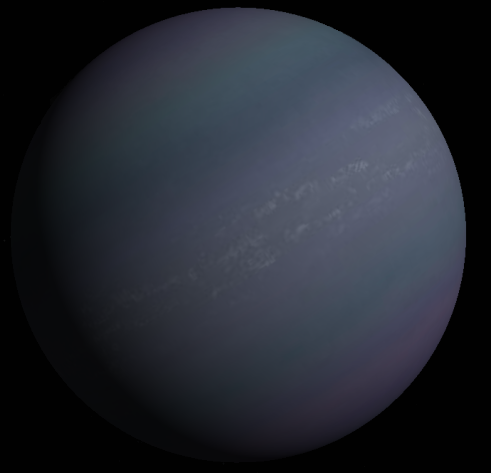
Екзопланета Kepler-4b єдина планета зорі Kepler-4

Про відкриття Kepler-4b було оголошено 4 січня 2010 року . Це розмір планети Нептун (7% маси Юпітера ) і ( 36% радіуса Юпітера). Планета обертається навколо своєї зірки кожні 3,213 дня на відстані 0,045 а.о. від материнської зірки.  Ця відстань порівнюється з планетою Меркурій, яка знаходиться на відстані 0,39 а.о. від Сонця.  Ексцентриситет Kepler-4 вважався рівним 0, однак наступний незалежний повторний аналіз даних виявив значення 0,25 ± 0,12.  Крім того, передбачається, що температура Kepler-4b дорівнює 1650 K, що набагато гарячіше, температура Юпітера, який, як передбачається, дорівнює 124 K (не враховуючи його внутрішнє тепло та атмосферу). 
Пошук транзитно-таймінговиг варіацій в усіх 17 кварталах даних Кеплера не виявив жодних доказів наявності додаткових екзопланет.